# Helm Glöckler
Helmut Glöckler (Frankfurt am Main, 1909. január 13. – Frankfurt am Main, 1993. december 18.) német autóversenyző.

## Pályafutása
1953-ban benevezett a Formula–1-es világbajnokság német versenyére. A futamon azonban nem tudott elindulni, miután az időmérőedzésen meghibásodott a motor autójában.
1953 és 1956 között minden évben rajthoz állt a Le Mans-i 24 órás viadalon. Legjobb eredményét az 1955-ös futamon érte el, amikor is Joroslav Juhan társaként abszolút hatodikként ért célba.

## Eredményei

### Teljes Formula–1-es eredménylistája
(Táblázat értelmezése)

(Félkövér: pole-pozícióból indult; dőlt: leggyorsabb kört futott) 

| Év   | Csapat          | Modell     | Motor              | 1   | 2   | 3   | 4   | 5   | 6   | 7      | 8   | 9   | Helyezés | Pont |
| ---- | --------------- | ---------- | ------------------ | --- | --- | --- | --- | --- | --- | ------ | --- | --- | -------- | ---- |
| 1953 | Equipe Anglaise | Cooper T23 | Bristol Straight-6 | ARG | 500 | NED | BEL | FRA | GBR | GER Ni | SUI | ITA | -        | 0    |

### Le Mans-i 24 órás autóverseny
| Év   | Csapat     | Autó                         | Csapattárs              | Helyezés |
| ---- | ---------- | ---------------------------- | ----------------------- | -------- |
| 1953 | Porsche KG | Porsche 550 Coupe            | Hans Herrmann           | 16.      |
| 1954 | Porsche KG | Porsche 550/4 RS 1500 Spyder | Richard von Frankenberg | Kiesett  |
| 1955 | Porsche KG | Porsche 550/4 RS 1500 Spyder | Joroslav Juhan          | 6.       |
| 1956 | Porsche KG | Porsche 356 Carrera 1500     | Max Nathan              | Kiesett  |